# 이용로
일제강점기 상하이 거류민회 회장, 이석영의 아들 이규서를 조정해 독립운동가 이회영의 행선지를 일본 경찰에 알렸다. 
이회영의 동지 정화암, 백정기, 엄형순, 이규창(이회영의 아들)이 밀정 연충렬과 이규서에게 이용로가 배후임을 알아냈다. 
엄형순은 이규창에게 주위 경계를 맡기고, 이용로를 제거했다. 
총소리를 들은 경찰이 엄형순과 이규창을 체포했고, 한반도로 압송되어 엄형순은 사형을 이규창은 12년형을 받았다.